# Otakar Ševčík
Otakar Ševčík (ur. 22 marca 1852 w Horažďovicach, zm. 18 stycznia 1934 w Písku) – czeski skrzypek i pedagog.

## Życiorys
Był synem skrzypka, pierwsze lekcje gry na skrzypcach pobierał od ojca. Następnie w latach 1866–1870 był uczniem Antonína Bennewitza w Konserwatorium Praskim. Od 1870 do 1873 roku pełnił funkcję koncertmistrza w Mozarteum w Salzburgu. W kolejnych latach dyrygował orkiestrami teatralnymi w Wiedniu, Pradze i Charkowie. Początkowo występował jako skrzypek-wirtuoz, najpierw w Austrii i Niemczech, a po 1873 roku w Kijowie, Petersburgu i Moskwie. Później zajął się pracą pedagogiczną. Od 1875 do 1892 roku uczył gry na skrzypcach w szkole Rosyjskiego Towarzystwa Muzycznego w Kijowie. W latach 1892–1906 i 1919–1921 wykładał w Konserwatorium Praskim. Od 1909 do 1918 roku uczył ponadto w Akademie für Musik w Wiedniu. Prowadził mistrzowskie kursy w Nowym Jorku, Bostonie i Chicago (1921–1923 i 1931–1932), Salzburgu (1929–1930) i Londynie (1933).
Stworzył własny system kształcenia skrzypków, oparty w przeciwieństwie do dotychczasowych podręczników na metodzie półtonowej. Opublikował prace Schule der Violintechnik (1881), Schule der Bogentechnik (1895), Lagenwechsel und Tonleiter-Vorstudien (1895), Triller-Vorstudien und Ausbildung des Finger-Anschlages (1901), Doppelgriff-Vorstudien in Terzen, Sexten, Oktaven und Dezimen (1901), Violine-Schule für Anfänger (1904–1908). Do grona jego uczniów należeli m.in. Jan Kubelík, Jaroslav Kocián, Efrem Zimbalist, Marie Hall, Rudolf Kolisch, Wolfgang Schneiderhan i Erica Morini.